# Carel Eliza van der Sande Lacoste

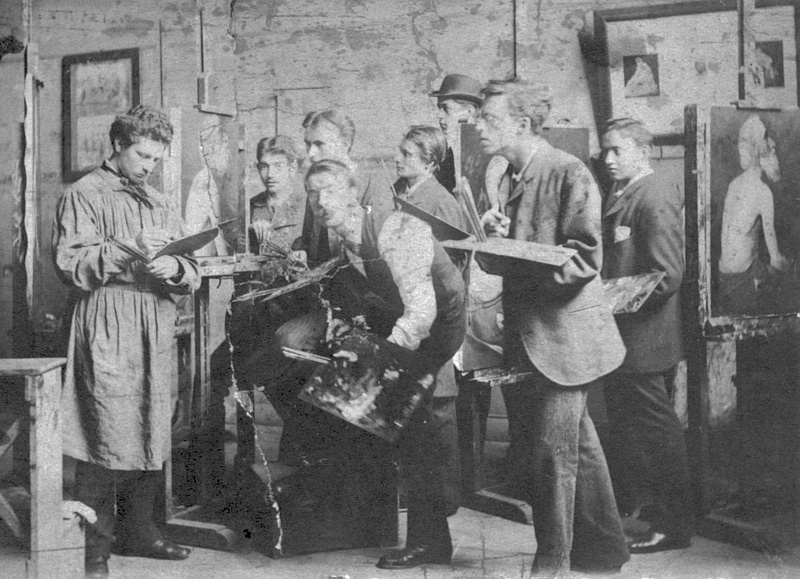
Studenten Rijksacademie Amsterdam 1882. V.l.n.r. Van der Sande Lacoste, Frankfort, Smith, Muller, (gebogen) Dankmeyer, Legras, Veth en Prins

Carel Eliza van der Sande Lacoste (Dordrecht, 26 augustus 1860 - aldaar, 30 september 1894) was een Nederlands kunstschilder en tekenaar.

## Leven en werk
Lacoste was de zoon van Carel Eliza van der Sande Lacoste en Antoinetta Philippina de Jongh. Hij studeerde aan de Rijksakademie voor Beeldende Kunsten te Amsterdam, onder andere bij August Allebé, en later aan de École nationale supérieure des beaux-arts te Parijs. Hij maakte vooral landschappen, portretten en interieurs. Vincent van Gogh vernoemt Lacoste in zijn correspondentie, maar gaf aan hem niet bijzonder hoog te achten. Doorgaans wordt hij meer gewaardeerd om zijn tekeningen dan om zijn schilderwerk. Hij was lid en later ook bestuurslid van het Teekengenootschap Pictura.
Lacoste kwakkelde voortdurend met zijn gezondheid, die hem aan het einde van zijn leven ernstig remde in zijn productie. Hij kuurde een periode in Davos en overleed in 1894, 34 jaar oud, waarschijnlijk aan tuberculose. Het Dordrechts Museum heeft werk van Lacoste in haar collectie. Zijn tekeningen bevinden zich voornamelijk in particulier bezit.

## Galerij

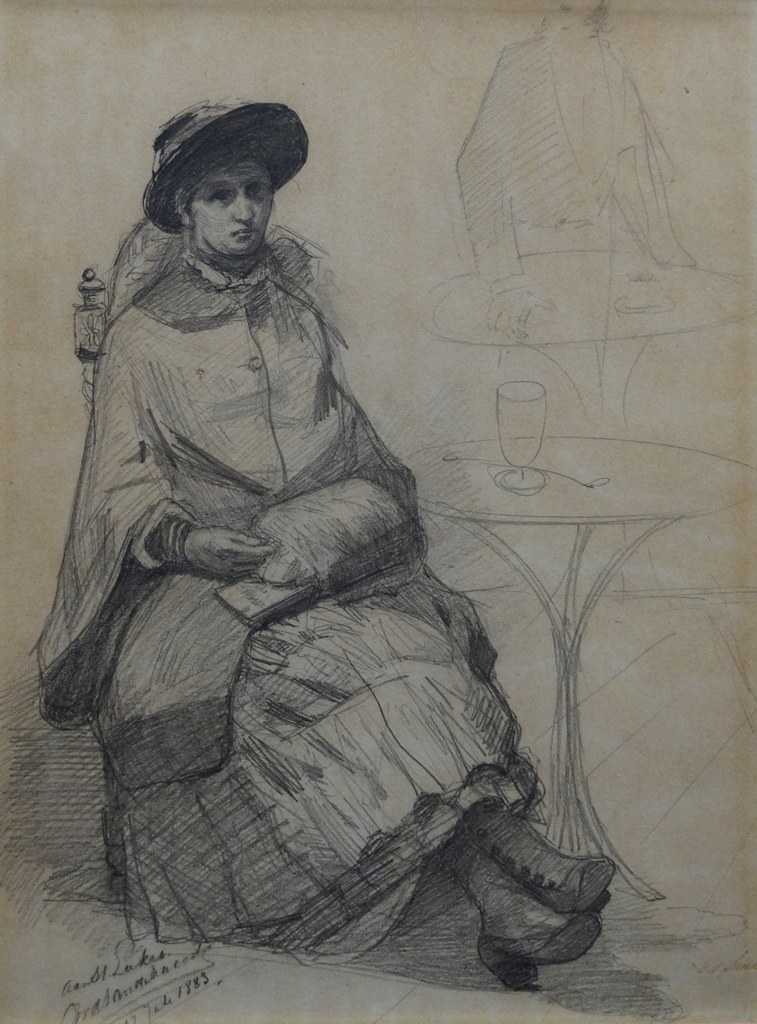
Vrouw met mof
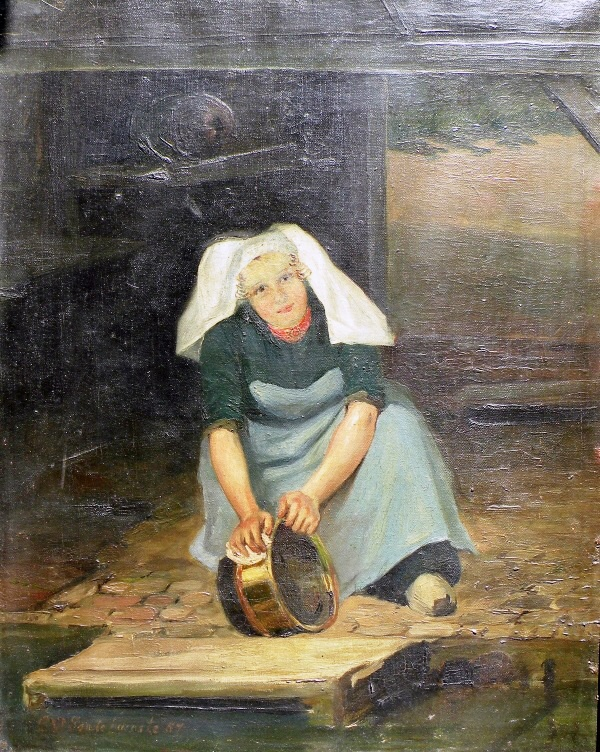
Hollands meisje
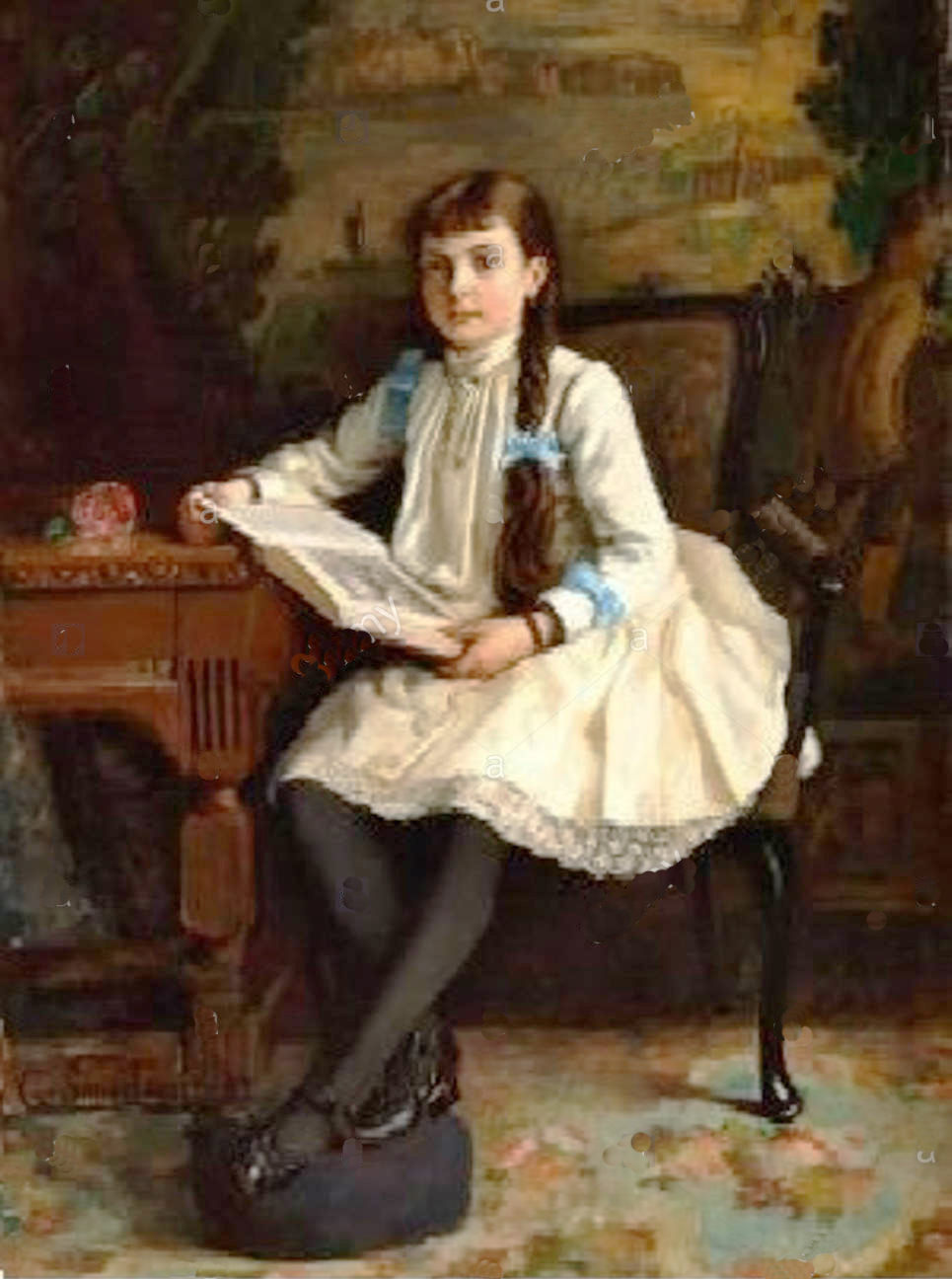
Interieur met meisje in een witte jurk
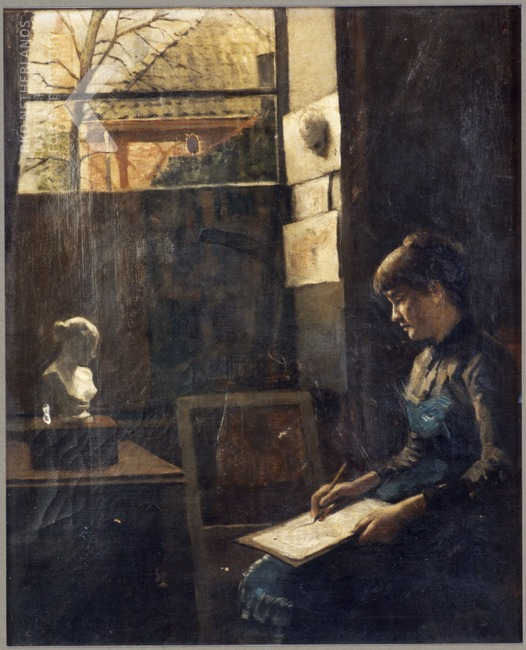
Vrouw tekenend naar gipsmodel in een atelier